# Хольшдубрау
Хо́льшдубрау или Го́лешовска-Ду́бравка (нем. Holschdubrau; в.-луж. Holešowska Dubrawkaо файле) — деревня в Верхней Лужице, Германия. Входит в состав коммуны Нешвиц района Баутцен в земле Саксония. Подчиняется административному округу Дрезден.

## География
Деревня находится около одиннадцати километров на север от Будишина и двух километрах от административного центра коммуны Нешвиц. На севере деревни начинаются характерные для Верхней Лужицы обширные леса. Деревня имеет уличную структуру построения жилых домов. Граничит на востоке с деревней Лупянска-Дубравка коммуны Радибор и на юго-востоке — с деревней Голешов.

## История
Впервые упоминается в 1419 году под наименованием Dubraw claro.
До 1936 года деревня имела самостоятельный статус сельской коммуны. С 1936 года входит в состав современной коммуны Нешвиц.
В настоящее время деревня входит в состав культурно-территориальной автономии «Лужицкая поселенческая область», на территории которой действуют законодательные акты земель Саксонии и Бранденбурга, содействующие сохранению лужицких языков и культуры лужичан.

## Население
Официальным языком в населённом пункте, помимо немецкого, является также верхнелужицкий язык.
Согласно статистическому сочинению «Dodawki k statisticy a etnografiji łužickich Serbow» Арношта Муки в 1884 году проживало 208 человек (из них — 194 серболужичанина (93 %)).
| 1834 | 1871 | 1890 | 2016 |
| ---- | ---- | ---- | ---- |
| 83   | 90   | 93   | 74   |

## Достопримечательности
Памятники культуры земли Саксония
- Wegestein, XIX век (№ 09253272)